# WeSC
WeSC (WE are the Superlative Conspiracy) is een Zweeds kledingmerk, gesitueerd in het segment street fashion en vooral populair in de skateboard-gemeenschap. Naast kleding brengt WeSC ook hoofdtelefoons op de markt.
Het merk werd in 1999 opgericht in het Zweedse Örebro en won snel aan populariteit in Zweden en daarbuiten, door zich te profileren als een undergroundmerk. Met name dankzij de Zweedse hiphop groep Looptroop is het merk een trend geworden.
Vandaag de dag wordt WeSC verkocht in meer dan 1500 verkooppunten in 22 landen, en daarenboven heeft WeSC 13 eigen concept stores in onder andere Antwerpen, Tokio, Beverly Hills, München en New York.
WeSC richt zich even veel naar mannen als naar vrouwen, wat hen naar eigen zeggen onderscheidt van de concurrentie.